# Лейк-оф-те-Вудс (округ)
Лейк-оф-те-Вудс (англ. Lake of the Woods County) — округ в штате Миннесота, США. Административный центр и крупнейший город — Бодетт. По переписи 2010 года в округе проживают 3918 человек. Площадь — 3360 км². Плотность населения составляет 1,16 чел./км². Самый молодой округ Миннесоты.

## Географическое положение
Округ расположен на севере штата Миннесота на границе США с Канадой. 27 % территории округа занято водоёмами. На севере округа находится озеро Лесное, занимающее 7 место по площади среди озёр США, через которое проходит международная граница.

### Соседние округа
Канада: округа Кенора (северо-восток), Рейни-Ривер (северо-восток), сельский муниципалитет Пини (запад),
США: округа Кучичинг (юго-восток), Белтрами (юг), Розо (запад),

## История
Француз Жак де Нуён исследовал современную территорию округа в 1688 году и стал первым европейцем, увидевшим озеро. Он назвал его Лак-оз-Иль («озеро островов»). В 1732 году Пьер Ла Веренди в команде с 50 людьми обнаружил озеро. Он нашёл север Миннесоты, заселённый кри, монсони, ассинибойны и сиу. В 1823 году члены Международной комиссии границы приехали к озеру для установления границы США-Канады. В 1885 году на местности появился первый постоянный поселенец Вильгельм Зиппель, немецкий эмигрант и рыбак. Он расположился на южном берегу озера, который сейчас называется залив Зиппера. Позднее в том же году Алонзо Уилер поселился на юго-западной стороне озера у истока реки Рейни. К концу XIX века прибыли ещё несколько поселенцев, основавших поселения Уильямс, Бодетт, Спунер. Уильямс и Бодетт были инкорпорированы в 1906 году. В 1910 году лесной пожар, известный как Бодеттский пожар, распространился на территорию 1200 км². В результате пострадали города Бодетт, Спунер, Грейстон.
Округ был основан в 28 ноября 1922 года, когда жители территории отделили северные тауншипы от округа Белтрами. 1 января 1923 года округ официально начал функционировать с окружным центром в Бодетте. Лейк-оф-те-Вудс был назван в честь озера Лесное, находящегося на северной границе округа. Он стал последним округом, образованным в штате Миннесота.

## Население
В 2010 году на территории округа проживало 4045 человек (из них 51,1 % мужчин и 48,9 % женщин), насчитывалось 1784 домашних хозяйства и 1144 семьи. Расовый состав: белые — 95,8 %, афроамериканцы — 0,3 %, коренные американцы — 0,7 %, азиаты — 0,8 и представители двух и более рас — 2,2 %.
Население округа по возрастному диапазону по данным переписи 2010 года распределилось следующим образом: 20,1 % — жители младше 18 лет, 2,4 % — между 18 и 21 годами, 57,2 % — от 21 до 65 лет и 20,3 % — в возрасте 65 лет и старше. Средний возраст населения — 48,6 года. На каждые 100 женщин в Лейк-оф-те-Вудс приходилось 104,6 мужчин, при этом на 100 совершеннолетних женщин приходилось уже 105,0 мужчин сопоставимого возраста.
Из 1784 домашних хозяйств 54,4 % представляли собой совместно проживающие супружеские пары (25,9 % с детьми младше 18 лет), в 6,0 % семей женщины проживали без мужей, в 3,8 % семей мужчины проживали без жён, 35,9 % не имели семьи. В среднем домашнее хозяйство ведут 2,24 человек, а средний размер семьи — 2,77 человека.
В 2014 году из 3320 человек старше 16 лет имели работу 1986. При этом мужчины имели медианный доход в 39 708 долларов США в год против 33 472 долларов среднегодового дохода у женщин. В 2014 году медианный доход на семью оценивался в 53 750 $, на домашнее хозяйство — в 45 119 $. Доход на душу населения — 23 073 $ в год. 2,8 % от всего числа семей в Лейк-оф-те-Вудс и 7,2 % от всей численности населения находилось на момент переписи за чертой бедности.
Динамика численности населения:
|  |

## Населённые пункты
Согласно данным 2010 года в округе Лейк-оф-те-Вудс 3 города, 23 тауншипа и 1 статистически обособленная местность:
| Вид населённого пункта | Название                 | Оригинальное название | Население, чел. (2010) | Площадь, км² | Площадь воды, км² | Площадь суши, км² |
| ---------------------- | ------------------------ | --------------------- | ---------------------- | ------------ | ----------------- | ----------------- |
| тауншип                | Англ                     | Angle township        | 119                    | 1543,3       | 1219,6            | 323,7             |
|                        | СОМ Англ-Инлет           | Angle Inlet CDP       | 60                     | 5,2          | 0,7               | 4,5               |
|                        | остальная часть тауншипа |                       | 59                     | 1538         | 1218,8            | 319,2             |
| город                  | Бодетт                   | Baudette city         | 1106                   | 12,1         | 1,1               | 11                |
| тауншип                | Бодетт                   | Baudette township     | 345                    | 27,4         | 2,2               | 25,2              |
| тауншип                | Бун                      | Boone township        | 36                     | 92,5         | 0,1               | 92,5              |
| тауншип                | Валхалла                 | Walhalla township     | 131                    | 90,2         | 0,1               | 90,2              |
| тауншип                | Виктори                  | Victory township      | 7                      | 92,6         | 0,1               | 92,5              |
| тауншип                | Гудрид                   | Gudrid township       | 219                    | 75,3         | 1,8               | 73,6              |
| тауншип                | Зиппел                   | Zippel township       | 118                    | 86,2         | 1,5               | 84,7              |
| тауншип                | Кил                      | Kiel township         | 1                      | 93,4         | 0,3               | 93,1              |
| тауншип                | Лейквуд                  | Lakewood township     | 85                     | 80,1         | 0,3               | 79,8              |
| тауншип                | Майр                     | Myhre township        | 180                    | 92,8         | 0,2               | 92,6              |
| тауншип                | Мак-Дугалд               | McDougald township    | 225                    | 91,3         | 0,1               | 91,3              |
| тауншип                | Потамо                   | Potamo township       | 107                    | 90,8         | 0                 | 90,8              |
| тауншип                | Проспер                  | Prosper township      | 164                    | 32,5         | 0                 | 32,5              |
| тауншип                | Рапид-Ривер              | Rapid River township  | 12                     | 94,7         | 0,7               | 94,1              |
| город                  | Рузвельт                 | Roosevelt city        | 7                      | 0,1          | 0                 | 0,1               |
| тауншип                | Рулиен                   | Rulien township       | 0                      | 94,4         | 0,1               | 94,3              |
| тауншип                | Свифтуотер               | Swiftwater township   | 60                     | 91,8         | 0,6               | 91,2              |
| тауншип                | Спунер                   | Spooner township      | 190                    | 84,4         | 0,2               | 84,2              |
| тауншип                | Тауншип 157-30           | Township 157-30       | 1                      | 93,3         | 0                 | 93,3              |
| тауншип                | Тауншип 158-30           | Township 158-30       | 36                     | 92,4         | 0,4               | 91,9              |
| тауншип                | Уабаника                 | Wabanica township     | 237                    | 93,4         | 0,6               | 92,8              |
| тауншип                | Уилер                    | Wheeler township      | 281                    | 50,9         | 1,6               | 49,3              |
| город                  | Уильямс                  | Williams city         | 191                    | 2,5          | 0                 | 2,5               |
| тауншип                | Форест-Эреа              | Forest Area township  | 5                      | 1304,6       | 3,3               | 1301,3            |
| тауншип                | Чилгрен                  | Chilgren township     | 182                    | 93,1         | 0,1               | 93                |